# Markia

Markia (лат.) — род кузнечиков, прямокрылых насекомых из семейства Tettigoniidae. Ареал охватывает Центральную и Южную Америку от юга Мексики до Перу на юге и Гайаны на востоке. Обитают в тропических лесах, в том числе горных. Встречаются на высоте до 1250 м.

## Описание
Общая длина тела 4,9—6,5 см, длина надкрыльев — 4,0—4,6 см, длина бедер задних ног — 15—26 мм, задних голеней — 16—28 мм. Форма тела и окраска кузнечиков рода Markia маскировочные, мимикрирующие под листья и другие части растений. На голове сверху находится вытянутый шиповидный вырост, ещё два более крупных шиповидных выроста расположены сверху на переднеспинке, один — на переднем её крае, второй — на заднем. Оба выроста переднеспинки уполщенны с боков, могут быть прямые либо немного загнуты вперед. Второй вырост — самый большой шип на теле этих кузнечиков, имеет широкое основание и по форме напоминает вытянутый треугольник. Бедра и голени всех трех пар ног покрыты длинными слегка изогнутыми шипами, особенно крупными на длинных задних ногах, особенно на бедрах. Яйцеклад самок изогнут перпендикулярно к брюшку, его конец направлен почти вертикально вверх. Надкрылья немного изогнуты, с обрубленой под прямым углом вершиной. Внутренние угловатые концы вершины выступают вверх, когда надкрылья в сложенном положении. Крылья длиннее надкрыльев, выступают за их края.

## Виды
В роде Markia 11 видов, объединяемых в 3 группы видов:
группа erinaceus Cadena-Castañeda & Gorochov, 2013 — север Южной Америки восточнее Анд;
- Markia agudeloi Cadena-Castañeda, 2013 — Гайана;
- Markia arizae Cadena-Castañeda, 2013 — амазонская предгорная часть Колумбии и Эквадора;
- Markia bolivarensis Cadena-Castañeda, 2013 — Гвианское плоскогорье в Венесуэле;
- Markia erinaceus Cadena-Castañeda & Gorochov, 2013 — центр Перу;
- Markia gaianii Cadena-Castañeda, 2013 — северо-запад Венесуэлы;
- Markia guerreroi Cadena-Castañeda, 2013 — горный хребет Кордильера-де-Мерида в Андах в Венесуэле;

группа hystrix (Westwood, 1844) — Центральная Америка и северо-запад Южной Америки западнее Анд;
- Markia espinachi Cadena-Castañeda, 2013 — Коста-Рика;
- Markia hystrix (Westwood, 1844)typus — юг Панамы, запад Колумбии и, возможно, север Эквадора;
- Markia major (Brunner von Wattenwyl, 1878) — от юга Мексики до Коста-Рики;
- Markia nicolasi Cadena-Castañeda, 2013 — Коста-Рика;

группа sarriai Cadena-Castañeda, 2013 — Колумбия западнее Анд;
- Markia sarriai Cadena-Castañeda, 2013 — западная Колумбия вблизи тихоокеанского побережья.

Наиболее близкородственными роду Markia являются роды Apolinaria, Lichenodraculus, Machima и Machimoides, с которыми его объединяют в одну группу родов в составе трибы Dysoniini подсемейства настоящих кузнечиков Phaneropterinae.